# Karrayyu
Les Karrayyu (ou Karayu, Kereyou, Kerreyu, Kereyu) sont un peuple nomade d’Éthiopie, sous-groupe des Boranas Oromos, qui habitent dans la vallée de la rivière Awash en Éthiopie centrale. C’est un peuple pastoraliste d’éleveurs de dromadaires, qui vit notamment du commerce de lait de chamelle.

### Filmographie
- (es) La Tribu de los Karrayyu le documentaire de Fitzgerald Jego, Xavier Lefebvre et David Perrier, en ligne dans sa version espagnole